# Dong Zhiming
Pour les articles homonymes, voir Dong.
Dans ce nom chinois, le nom de famille, Dong, précède le nom personnel Zhiming.
Dong Zhiming (chinois : 董枝明 ; pinyin : Dǒng Zhiming), né en janvier 1937 et mort le 20 octobre 2024, de l'Institut de paléontologie des vertébrés et de paléoanthropologie (IVPP) à Pékin, est l'un des plus importants paléontologues chinois. Il commence à travailler à l'IVPP en 1962 sous la direction de Yang Zhongjian qui était alors directeur de l'IVPP.
Il décrit de nombreux dinosaures, y compris les sauropodes Shunosaurus, Datousaurus, Zizhongosaurus et Omeisaurus, ainsi que Alxasaurus, Archaeoceratops, Huayangosaurus, Micropachycephalosaurus et Wuerhosaurus.
Il travaille sur la formation de Dashanpu, formation importante car possédant des gisements de fossiles du Jurassique moyen et possédant des fossiles rares.